# Nassella
Nassella là một chi thực vật có hoa trong họ Hòa thảo (Poaceae).

## Loài
Chi Nassella gồm các loài:
- Nassella airoides (E.Ekman) Barkworth
- Nassella ancoraimensis F.Rojas
- Nassella arcaensis (Speg.) Torres
- Nassella arcuata (R.E.Fr.) Torres
- Nassella arechavaletae (Speg.) Barkworth
- Nassella argentinensis (Speg.) Peñail.
- Nassella asplundii Hitchc.
- Nassella ayacuchensis (Tovar) Barkworth
- Nassella brachychaetoides (Speg.) Barkworth
- Nassella brachyphylla (Hitchc.) Barkworth
- Nassella brasiliensis (A.Zanín & Longhi-Wagner) Peñail.
- Nassella cabrerae Torres
- Nassella carettei (Hauman) Torres
- Nassella catamarcensis Torres
- Nassella cernua (Stebbins & Love) Barkworth
- Nassella chaparensis F.Rojas
- Nassella charruana (Arechav.) Barkworth
- Nassella chilensis (Trin.) E. Desv.
- Nassella clarazii (Ball) Barkworth
- Nassella coquimbensis (Matthei) Peñail.
- Nassella cordobensis (Speg.) Barkworth
- Nassella crassiflora (Roseng. & B.R.Arrill.) Barkworth
- Nassella curamalalensis (Speg.) Barkworth
- Nassella curviseta (Hitchc.) Barkworth
- Nassella dasycarpa (Hitchc.) Torres
- Nassella depauperata (Pilg.) Barkworth
- Nassella duriuscula (Phil.) Barkworth
- Nassella elata (Speg.) Torres
- Nassella entrerriensis (Burkart) Peñail.
- Nassella fabrisii Torres
- Nassella famatinensis Torres
- Nassella filiculmis (Delile) Barkworth
- Nassella formicarum (Delile) Barkworth
- Nassella gibba (Phil.) Muñoz-Schick
- Nassella gigantea (Steud.) Muñoz-Schick
- Nassella glabripoda Torres
- Nassella hirtifolia (Hitchc.) Barkworth
- Nassella holwayii (Hitchc.) Barkworth
- Nassella huallancaensis (Tovar) Barkworth
- Nassella hunzikeri (Caro) Barkworth
- Nassella hyalina (Nees) Barkworth
- Nassella ibarrensis (Kunth) Laegaard (non Peñail.)
- Nassella inconspicua (J.Presl) Barkworth
- Nassella juergensii (Hack.) Barkworth
- Nassella juncea Phil.  syn. Nassella chilensis var. juncea (Phil.)Muñoz-Schick
- Nassella lachnophylla (Trin.) Barkworth
- Nassella laevissima (Phil.) Barkworth
- Nassella lepida (Hitchc.) Barkworth
- Nassella leptocoronata (Roseng. & B.R.Arrill.) Barkworth
- Nassella leptothera (Speg.) Torres
- Nassella leucotricha (Trin. & Rupr.) R.W.Pohl in Barkworth
- Nassella linearifolia (E.Fourn.) R.W.Pohl
- Nassella longicoronata (Roseng. & B.R.Arrill.) Barkworth
- Nassella longiglumis (Phil.) Barkworth
- Nassella macrathera (Phil.) Barkworth
- Nassella manicata (E.Desv.) Barkworth
- Nassella megapotamica (Spreng. ex Trin.) Barkworth
- Nassella melanosperma (J.Presl) Barkworth
- Nassella mexicana (Hitchc.) R.W.Pohl in Barkworth
- Nassella meyeniana (Trin. & Rupr.) Parodi
- Nassella meyeri Torres
- Nassella mucronata (Kunth) R.W.Pohl in Barkworth
- Nassella nardoides (Phil.) Barkworth
- Nassella neesiana (Trin. & Rupr.) Barkworth
- Nassella nidulans (Mez) Barkworth
- Nassella niduloides (Caro) Barkworth
- Nassella novarae Torres
- Nassella nubicola (Speg.) Torres
- Nassella nutans (Hack.) Barkworth
- Nassella pampagrandensis (Speg.) Barkworth
- Nassella pampeana (Speg.) Barkworth
- Nassella paramilloensis (Speg.) Torres
- Nassella parodii (Matthei) Barkworth
- Nassella parva Torres
- Nassella pauciciliata (Roseng. & Izag.) Barkworth
- [[Nassella pfisteri (Matthei) Barkworth
- Nassella philippii (Steud.) Barkworth
- Nassella planaltina (A.Zanín & Longhi-Wagner) Peñail.
- Nassella poeppigiana (Trin. & Rupr.) Barkworth
- Nassella pseudopampagrandensis (Caro) Barkworth
- Nassella psittacorum (Speg.) Peñail.
- Nassella pubiflora (Trin. & Rupr.) E. Desv. in Gay
- Nassella pulchra ((Hitchc.) Barkworth
- Nassella punensis Torres
- Nassella pungens E.Desv. in Gay
- Nassella ragonesei Torres
- Nassella rhizomata (A. Zanín & Longhi-Wagner) Peñail.
- Nassella rosengurttii (Chase) Barkworth
- Nassella rupestris (Phil.) Torres
- Nassella sanluisensis (Speg.) Barkworth
- Nassella sellowiana (Nees ex Trin. & Rupr.) Peñail.
- Nassella smithii (Hitchc.) Barkworth
- Nassella soukupii (Tovar) Barkworth
- Nassella spegazzinii (Arechav.) Barkworth
- Nassella stuckertii (Hack.) Barkworth
- Nassella subnitida (Roseng. & B. R. Arill.) Barkworth
- Nassella tenuiculmis (Hack.) Peñail.
- Nassella tenuis (Phil.) Barkworth
- Nassella tenuissima (Trin.) Barkworth
- Nassella torquata (Speg.) Barkworth
- [[Nassella trachyphylla Henrard
- Nassella trichotoma (Nees) Hack. ex Arechav.
- Nassella tucumana (Parodi) Torres
- Nassella uspallatensis (Speg.) Torres
- Nassella vallsii (A. Zanín & Longhi-Wagner) Peñail.
- Nassella ventanicola (Cabrera & Torres) Barkworth
- Nassella viridula (Trin.) Barkworth
- Nassella wurdackii (Tovar) Barkworth
- Nassella yaviensis Torres